# Slag bij de Falklands
De Slag bij de Falklands was een zeeslag tussen Groot-Brittannië en het Duitse Rijk op 8 december 1914 tijdens de Eerste Wereldoorlog, die door de Britten gewonnen werd.

## Graaf Von Spee
De Duitse viceadmiraal graaf Maximilian von Spee had de Slag bij Coronel gewonnen. Op 4 november was hij voor 24 uur in de neutrale haven Valparaíso in Chili binnengelopen om zijn munitievoorraad aan te vullen. Daarna zette hij koers naar het zuiden, rondde begin december Kaap Hoorn en stoomde op naar de Falklandeilanden om het Brits marinesteunpunt Stanley aan te vallen.

## Doveton Sturdee

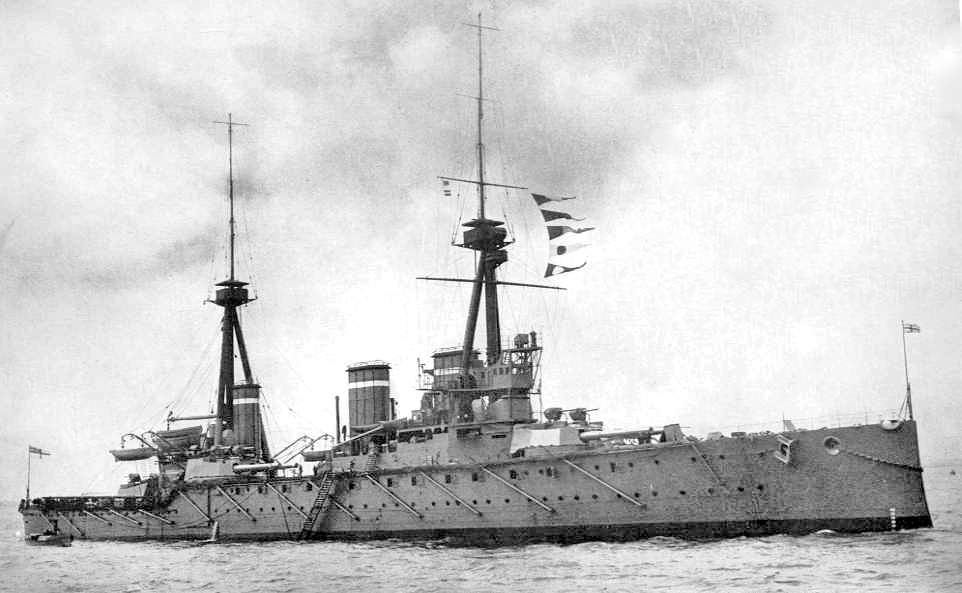
HMS Invincible

Na de smadelijke nederlaag bij Coronel zwoer de Britse admiraal Lord John Fisher wraak. Hij liet een vlooteenheid onder bevel van viceadmiraal Sir Frederick Doveton Sturdee opstomen naar de Falklands met als opdracht om de Duitse kruisers op te sporen en te onderscheppen. De Britse vlooteenheid telde twee moderne kruisers, HMS Invincible en HMS Inflexible. Sturdee had verder nog drie gepantserde kruisers HMS Carnarvon, Cornwall en Kent en twee lichte kruisers HMS Bristol en Glasgow en de hulpkruiser HMS Macedonia. De vlooteenheid was pas ter plaatse aangekomen en lag in de haven van Stanley, een marinesteunpunt en de hoofdstad van de Falklands, aangemeerd om opnieuw kolen te bunkeren.

## Kruisers in zicht

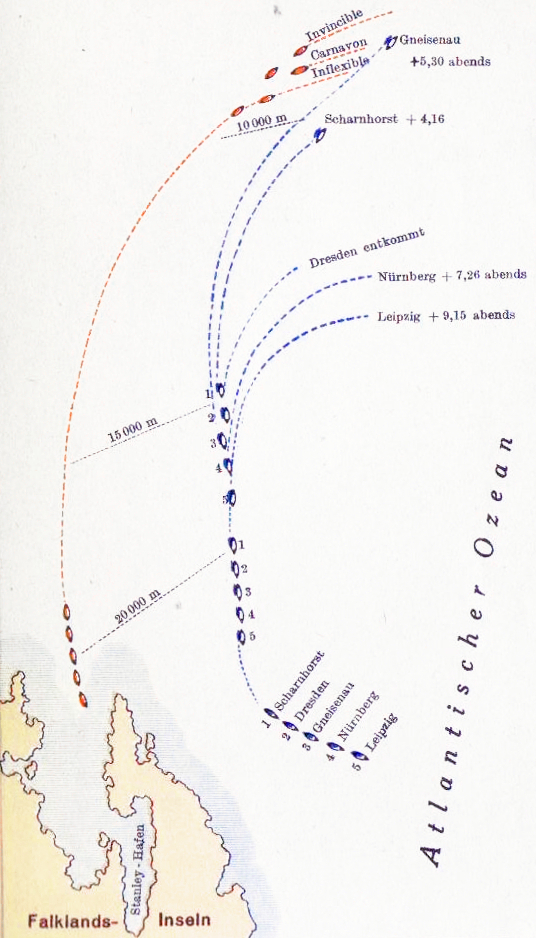
Kaart van de Slag bij de Falklands

De zee was glad als een spiegel, de zon scheen fel aan de onbewolkte hemel en er stond een zwakke bries uit het noordwesten. Het was zomer in het zuidelijk halfrond. Het zicht was uitstekend. De kruisers Gneisenau en Nürnberg kwamen om 9 uur nabij Stanley en de uitkijk van de Gneisenau zag de Britse kruisers liggen. Hij herkende ze door zijn kijker aan hun masten.

## Aanvallen of vluchten?
Von Spee wist niet dat de schepen kolen aan het bunkeren waren. Als hij had aangevallen zouden de kruisers een gemakkelijk doelwit zijn geweest. Door een schip tot zinken te brengen had hij de havengeul voor de andere kruisers hebben kunnen versperren.

## DeCanopuswaakt
Toen opende het Britse HMS Canopus het vuur. Dit was een verouderd schip, nog zonder pantser. Het was bij hoogtij aan de grond gezet en moest de haven van Stanley beschermen. Zo kon het als een fort haar kanonnen afschieten, zonder hinder van de deining. Het lag beschut achter een helling. Von Spee wist niet wat er gebeurde, beval rechtsomkeert te maken en te vluchten naar het zuidoosten, pal tegen de wind in. De bemanning van de Canopus klaagde er later over, dat hun rol in de slag onvoldoende naar waarde geschat was; ze had geen premie ontvangen. Als Von Spee had kunnen naderen en schieten, dan had de slag misschien een ander verloop gekend.

## Achtervolging op zee
De Kent zette als eerste de achtervolging in. Sturdee gaf de kombuis bevel om een uitgebreid Engels ontbijt op te dienen. Hij wilde zijn bemanning aansterken voor de zware dag die hen te wachten stond. Rond 10 uur waren alle kruisers op volle stoom in de achtervolging. Von Spee had 24 km voorsprong. Rond 13 uur losten de Britten een schot aan bakboord van de Leipzig.

## Coriolis speelt mee
De Britse wiskundige John Littlewood tekende nadien uit de mond van een aanwezige officier op, dat alle schoten 100 yard links van hun doelen terechtkwamen. De schootstabellen hielden rekening met de corioliskracht. Alleen duurde het even, voor de Britten doorhadden, dat ze het teken van de correctie moesten omkeren, omdat ze zich in het zuidelijk halfrond bevonden.

## De slag
Von Spee zag op zijn Zeiss-afstandsmeters, dat de Britten 25,5 knopen voeren terwijl hij maar 22,5 knopen haalde. De Britten zouden hem dus inlopen voor de avond viel en hij op de duisternis kon hopen om te ontkomen. Omdat de vlucht dus geen zin had, besloot hij om te vechten. Hij wierp om 13u20 alleen zijn twee zware kruisers in de slag, om zo ten minste aan zijn drie lichte kruisers uitzicht op redding te bieden. Er stond een noordwestelijke bries. Daardoor woei de rook uit de schoorsteenpijpen van de Duitse kruisers in de richting van de Britse schepen als een soort rookgordijn. Von Spee kon de Britten wel scherp zien. De Britten probeerden tevergeefs om Von Spee uit die gunstige positie te lokken. De Scharnhorst en de Gneisenau troffen de Invincible, maar het pantser weerstond de treffers. Von Spee had acht 210 mm kanonnen, terwijl de Britse kruisers elk acht 305 mm kanonnen hadden. Dit wil zeggen, dat de Britten zijn pantser konden doorboren van op een afstand waarop zijn vuur zou afketsen op hun pantsers. Veertig minuten later lagen de Invincible en de Inflexible langszij. De zoemer klonk. Vijf tellen later luidde de bel en braakte uit alle 16 monden vuur op de Scharnhorst en de Gneisenau.

### DeScharnhorst

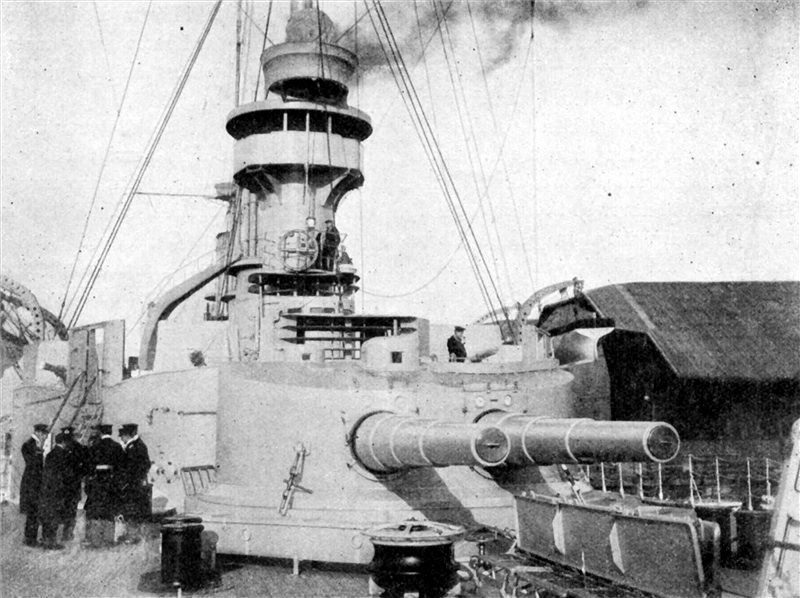
SMS Scharnhorst

Het vlaggenschip Scharnhorst werd om 16u04 zwaar getroffen en verging om 16u17 met man en muis. Alle opvarenden verdronken, waaronder ook admiraal graaf Von Spee. Ook zijn beide zonen Otto en Heinrich kwamen om.

### DeGneisenau
De Gneisenau bleef terugschieten en ontwijken tot om 17u15 de munitie op was. De Gneisenau zonk om 18u02. 190 opvarenden werden gered en in de boeien geslagen. Hieronder was kapitein Hans Pochhammer. Hij gaf in 1924 te Leipzig zijn memoires uit: Graaf Spee’s laatste vaart.

### DeNürnberg
De Nürnberg voer op volle kracht, maar werd achtervolgd door de Kent. Uiteindelijk brak het gevecht los om 17u30. De Kent had een sterker pantser en zwaardere kanonnen. Om 18u30 ontploften twee stoomketels van de Nürnberg, waarna het schip om 19u27 kapseisde. Een handvol bemanningsleden hing met een haak aan het zinkende schip en wuifde met een vlag. De Britten visten ze op uit de zee.

### DeLeipzig
De Glasgow en de Cornwall zaten achter de Leipzig. Toen de Leipzig zonder munitie zat, vuurde hij twee lichtkogels af ten teken van overgave. De Glasgow staakte het vuur, maar om 21u23 maakte de Leipzig slagzij 130 km ten zuidoosten van de Falkland eilanden. Slechts 18 opvarenden overleefden. Zij beweerden later, dat kapitein John Luce van de Glasgow had bevolen om op de drenkelingen te schieten.

### DeDresden
De lichte kruiser Dresden ontkwam als enige van de vijf, zoals Von Spee had gehoopt. Het schip zwalkte nog drie maanden rond, totdat het zonder proviand kwam te zitten en de kapitein zich op 14 maart 1915 overgaf op de Juan Fernández-archipel. Hij liet het schip ontruimen en liet toen de munitiekamer in de lucht vliegen.

### Drie Duitse transportschepen
De gezagvoerder van de HMS Bristol meldde om 11u27 aan Sturdee dat hij drie Duitse transportschepen had opgemerkt bij Port Pleasant aan de oostelijke kust van de Falkland eilanden. Sturdee beval de Macedonia om zich bij de Bristol te voegen en de Duitse transportschepen te vernietigen. Om 13u00 gaven de Macedonia en de Bristol de bemanningen van de Baden en de Santa Isabel 10 minuten tijd om hun schepen te verlaten. Ze bevonden zich toen 80 km van Stanley. De Britten enterden en bleven 7 uur aan boord van de Baden en 8,5 uur aan boord van de Santa Isabel. Toen brachten ze beide tot zinken. Dit is merkwaardig, omdat de schepen wellicht nog nuttig hadden kunnen zijn voor de Britten.
Terwijl de Bristol en de Macedonia zich op de Baden en de Santa Isabel richtten, zette de Seydlitz tegen 14 knopen koers naar het zuidwesten. Zo ontkwam de Seydlitz naar Argentijnse wateren. Ze voer de haven van San Antonio Oeste binnen en gaf zich uit voor een ziekenhuisschip. De Argentijnse autoriteiten lieten zich niet om de tuin leiden en legden de Seydlitz aan de ketting tot het einde van de oorlog.

## Naschrift
Ter ere van de gesneuvelde viceadmiraal liep in 1934 het vestzakslagschip Admiral Graf Spee van stapel. Dit leverde de eerste zeeslag van de Tweede Wereldoorlog, opnieuw in Zuid-Amerikaanse wateren en opnieuw in het voordeel van de Britten.